# Ricardo Pérez-Marco
Ricardo Pérez-Marco (* 1967 in Barcelona) ist ein spanisch-französischer Mathematiker.
Nach der Vorbereitung auf das Studium an den französischen Grand Écoles am Lycée Louis-le-Grand in Paris studierte Pérez-Marco an der École normale supérieure (und gleichzeitig Physik in Barcelona) und promovierte 1990 an der Universität Paris-Süd bei Jean-Christophe Yoccoz (Linearisation des germes de diffeomorphismes holomorphes de (C,0) et des diffeomorphismes analytiques du cercle). Danach war er Forschungsdirektor der CNRS an der Universität Paris XIII. 1997 erhielt er ein Stipendium der Alfred P. Sloan Foundation (Sloan Research Fellowship). Seit Anfang der 2000er Jahre ist Pérez-Marco Professor an der University of California, Los Angeles (UCLA).
Pérez-Marco befasst sich mit Dynamischen Systemen und löste dort mehrere wichtige Probleme, wofür er 1996 den EMS-Preis erhielt. Unter anderem löste er ein Problem von Wladimir Arnold über die Linearisierbarkeit analytischer Diffeomorphismen des Kreises ohne Häufungspunkte periodischer Orbits. Er entwickelte eine Theorie analytischer nicht-linearisierbarer Keime.